# Coniochaeta leucoplaca
Coniochaeta leucoplaca är en svampart som först beskrevs av Berk. & Ravenel, och fick sitt nu gällande namn av Cain 1934. Coniochaeta leucoplaca ingår i släktet Coniochaeta och familjen Coniochaetaceae.  Arten är reproducerande i Sverige. Inga underarter finns listade i Catalogue of Life.